# Rōjū
Pour les articles homonymes, voir Roju.
Le rōjū (老中, littéralement « ancien ») était une des plus hautes fonctions dans le gouvernement des shoguns Tokugawa. Le terme s'applique soit aux anciens à titre individuel, soit au conseil en tant qu'ensemble, ce dernier étant dirigé soit par le premier rōjū, soit par le tairō.
Sous les deux premiers shoguns Tokugawa, il n'y a que deux rōjū. Le nombre est ensuite augmenté à cinq, puis plus tard réduit à quatre.

## Tâches
Les rōjū ont plusieurs responsabilités, définies clairement dans l'ordonnance de 1634 qui réorganise le gouvernement et crée un certain nombre de nouveaux postes :
1. Relations avec le trône impérial, la Cour, et les dirigeants des monastères.
2. Supervision des daimyos qui contrôlaient des territoires valant au moins 10 000 koku.
3. Gestion des formes prises par les documents officielles dans les communications officielles.
4. Supervision des affaires internes des domaines du shogun.
5. Frappe de monnaie, travaux publics et attribution de titres féodaux.
6. Relations gouvernementales et supervision des monastères et temples.
7. Compilation des cartes, chartes, et autres écrits gouvernementaux.

Les rōjū ne servent pas de manière simultanées, mais par rotation, chacun servant le shogun durant un mois, communiquant avec celui-ci par le biais d'un chambellan appelé soba-yōnin. Cependant, les rōjū servent également en tant que membres du conseil Hyōjōsho aux côtés du ō-metsuke et des représentants des divers bugyō (commissions ou départements). En tant que partie du Hyōjōsho, le rōjū tient parfois un rôle similaire à celui d'une cour suprême, réglant les disputes de succession et d'autres affaires d'État du même ordre.
Sous le règne de Tokugawa Tsunayoshi (1680-1709), cependant, les rōjū perdent quasiment tout pouvoir, le shogun commençant à travailler plus étroitement avec le tairō, les chambellans et d'autres, incluant Yanagisawa Yoshiyasu, qui possède alors le pouvoir d'un tairō sans en avoir le titre. Les rōjū ne deviennent alors guère plus que des messagers, faisant passer les motions sur leurs propres attributions entre le shogun et les autres charges, mais sans pouvoir exercer une quelconque influence politique. Comme l'écrit Arai Hakuseki, un poète confucianiste majeur et homme politique de l'époque, « tout ce que fit le rōjū fut de transmettre les instructions de [Yoshiyasu] ». Même après la mort de Tsunayoshi, les rōjū ne regagnent pas leur ancien pouvoir. Ils continuent cependant d'exister en tant que poste de gouvernement et que conseil qui possède, officiellement mais pas dans les faits, tous leurs pouvoirs et responsabilités originels, tout au long de l'époque d'Edo.

## Liste desrōjū
Note : chaque porteur de la charge n'est listé ici qu'une fois. Certains peuvent avoir servi plusieurs shoguns, et donc plusieurs fois, et la liste peut donc ne pas refléter fidèlement l'ordre d'occupation de la charge. Par exemple, Hotta Masayoshi a servi en 1857-1858 après Abe Masahiro (1843-1857), mais ayant également servi plus tôt, il est listé plus tôt et non après Abe.

### SousTokugawa Ieyasu
- Ōkubo Tadachika (大久保忠隣) (1593-1614)
- Ōkubo Nagayasu (大久保長安) (1600-1613)
- Honda Masanobu (本多正信) (1600-1615)
- Naruse Masanari (成瀬正成) (1600-1616)
- Andō Naotsugu (安藤直次) (1600-1616)
- Honda Masazumi (本多正純) (1600-1622)
- Naitō Kiyonari (内藤清成) (1601-1606)
- Aoyama Tadanari (青山忠成) (1601-1606)

### SousTokugawa Hidetada
- Aoyama Narishige (青山成重) (1608-1613)
- Sakai Tadatoshi (酒井忠利) (1609-1627)
- Sakai Tadayo (酒井忠世) (1610-1634)
- Doi Toshikatsu (土井利勝) (1610-1638)
- Andō Shigenobu (安藤重信) (1611-1621)
- Naitō Kiyotsugu (内藤清次) (1616-1617)
- Aoyama Tadatoshi (青山忠俊) (1616-1623)
- Inoue Masanari (井上正就) (1617-1628)
- Nagai Naomasa (永井尚政) (1622-1633)

### SousTokugawa Iemitsu
- Abe Masatsugu (阿部正次) (1623-1626)
- Inaba Masakatsu (稲葉正勝) (1623-1634)
- Naitō Tadashige (内藤忠重) (1623-1633)
- Sakai Tadakatsu (酒井忠勝) (1624-1638)
- Morikawa Shigetoshi (森川重俊) (1628-1632)
- Aoyama Yukinari (青山幸成) (1628-1633)
- Matsudaira Nobutsuna (松平信綱) (1632-1662)
- Abe Tadaaki (阿部忠秋) (1633-1666)
- Hotta Masamori (堀田正盛) (1635-1651)
- Abe Shigetsugu (阿部重次) (1638-1651)
- Matsudaira Norinaga (松平乗寿) (1642-1654)

### SousTokugawa Ietsuna
- Sakai Tadakiyo (酒井忠清) (1653-1666)
- Inaba Masanori (稲葉正則) (1657-1681)
- Kuze Hiroyuki (久世広之) (1663-1679)
- Itakura Shigenori (板倉重矩) (1665-1668, 1670-1673)
- Tsuchiya Kazunao (土屋数直) (1665-1679)
- Abe Masayoshi (阿部正能) (1673-1676)
- Ōkubo Tadatomo (大久保忠朝) (1677-1698)
- Hotta Masatoshi (堀田正俊) (1679-1681)
- Doi Toshifusa (土井利房) (1679-1681)
- Itakura Shigetane (板倉重種) (1680-1681)

### SousTokugawa Tsunayoshi
- Toda Tadamasa (戸田忠昌) (1681-1699)
- Abe Masatake (阿部正武) (1681-1704)
- Matsudaira Nobuyuki (松平信之) (1685-1686)
- Tsuchiya Masanao (土屋政直) (1687-1718)
- Ogasawara Nagashige (小笠原長重) (1697-1705, 1709-1710)
- Akimoto Takatomo (秋元喬知) (1699-1707)
- Inaba Masamichi (稲葉正往) (1701-1707)
- Honda Masanaga (本多正永) (1704-1711)
- Ōkubo Tadamasu (大久保忠増) (1705-1713)
- Inoue Masamine (井上正岑) (1705-1722)

### SousTokugawa IenobuetIetsugu
- Abe Masataka (阿部正喬) (1711-1717)
- Kuze Shigeyuki (久世重之) (1713-1720)
- Matsudaira Nobutsune (松平信庸) (1714-1716)
- Toda Tadazane (戸田忠真) (1714-1729)

### SousTokugawa Yoshimune
- Mizuno Tadayuki (水野忠之) (1717-1730)
- Andō Nobutomo (安藤信友) (1722-1732)
- Matsudaira Norisato (松平乗邑) (1723-1745)
- Matsudaira Tadachika (松平忠周) (1724-1728)
- Ōkubo Tsuneharu (大久保常春) (1728)
- Sakai Tadaoto (酒井忠音) (1728-1735)
- Matsudaira Nobutoki (松平信祝) (1730-1744)
- Matsudaira Terusada (松平輝貞) (1730-1745)
- Kuroda Naokuni (黒田直邦) (1732-1735)
- Honda Tadanaga (本多忠良) (1734-1746)[2].
- Toki Yoritoshi (土岐頼稔) (1742-1744)
- Sakai Tadazumi (酒井忠恭) (1744-1749)
- Matsudaira Norikata (松平乗賢) (1745-1746)
- Hotta Masasuke (堀田正亮) (1745-1761)

### SousTokugawa Ieshige
- Nishio Tadanao (西尾忠尚) (1746-1760)
- Honda Masayoshi (本多正珍) (1746-1758)
- Matsudaira Takechika (松平武元) (1746-1779)
- Sakai Tadayori (酒井忠寄) (1749-1764)
- Matsudaira Terutaka (松平輝高) (1758-1781)
- Inoue Masatsune (井上正経) (1760-1763)
- Akimoto Sumitomo (秋元凉朝) (1747-1764, 1765-1767)

### SousTokugawa Ieharu
- Matsudaira Yasutoshi (松平康福) (1762-1788)
- Abe Masasuke (阿部正右) (1764-1769)
- Itakura Katsukiyo (板倉勝清) (1769-1780)
- Tanuma Okitsugu (田沼意次) (1769-1786)
- Abe Masachika (阿部正允) (1780)
- Kuze Hiroakira (久世広明) (1781-1785)
- Mizuno Tadatomo (水野忠友) (1781-1788, 1796-1802)
- Torii Tadaoki (鳥居忠意) (1781-1793)
- Makino Sadanaga (牧野貞長) (1784-1790)

### SousTokugawa Ienari
- Abe Masatomo (阿部正倫) (1787-1788)
- Matsudaira Sadanobu (松平定信) (1787-1793)
- Matsudaira Nobuakira (松平信明) (1788-1803, 1806-1817)
- Matsudaira Norisada (松平乗完) (1789-1793)
- Honda Tadakazu (本多忠籌) (1790-1798)
- Toda Ujinori (戸田氏教) (1790-1806)
- Ōta Sukeyoshi (I) (太田資愛) (1793-1801)
- Andō Nobunari (安藤信成) (1793-1810)
- Makino Tadakiyo (牧野忠精) (1801-1816, 1828-1831)
- Doi Toshiatsu (土井利厚) (1802-1822)
- Aoyama Tadahiro (青山忠裕) (1804-1835)
- Matsudaira Noriyasu (松平乗保) (1810-1826)
- Sakai Tadayuki (酒井忠進) (1815-1828)
- Mizuno Tadanari (水野忠成) (1817-1834)
- Abe Masakiyo (阿部正精) (1817-1823)
- Ōkubo Tadazane (大久保忠真) (1818-1837)
- Matsudaira Norihiro (松平乗寛) (1822-1839)
- Matsudaira Terunobu (松平輝延) (1823-1825)
- Uemura Ienaga (植村家長) (1825-1828)
- Matsudaira Yasutō (松平康任) (1826-1835)
- Mizuno Tadakuni (水野忠邦) (1828-1843, 1844-1845)
- Matsudaira Muneakira (松平宗発) (1831-1840)
- Ōta Sukemoto (太田資始) (1834-1841, 1858-1859, 1863)
- Wakisaka Yasutada (脇坂安董) (1836-1841)
- Matsudaira Nobuyori (松平信順) (1837)
- Hotta Masayoshi (堀田正睦) (1837-1843, 1855-1858)

### SousTokugawa Ieyoshi
- Doi Toshitsura (土井利位) (1838-1844)
- Inoue Masaharu (井上正春) (1840-1843)
- Manabe Akikatsu (間部詮勝) (1840-1843, 1858-1859)
- Sanada Yukitsura (真田幸貫) (1841-1844)
- Hori Chikashige (堀親寚) (1843-1845)
- Toda Tadaharu (戸田忠温) (1843-1851)
- Makino Tadamasa (牧野忠雅) (1843-1857)
- Abe Masahiro (阿部正弘) (1843-1857)
- Aoyama Tadanaga (青山忠良) (1844-1848)
- Matsudaira Noriyasu (松平乗全) (1845-1855, 1858-1860)
- Matsudaira Tadakata (松平忠優) (1848-1855, 1857-1858)
- Kuze Hirochika (久世広周) (1851-1858, 1860-1862)
- Naitō Nobuchika (内藤信親) (1851-1862)

### SousTokugawa Iesada
- Wakisaka Yasuori (脇坂安宅) (1857-1860, 1862)

### SousTokugawa IemochietYoshinobu
- Andō Nobumasa (安藤信正) (1860-1862)
- Honda Tadamoto (本多忠民) (1860-1862, 1864-1865)
- Matsudaira Nobuyoshi (松平信義) (1860-1863)
- Ogasawara Nagamichi (小笠原長行) (1862-1863, 1865, 1866-1868)
- Itakura Katsukiyo (板倉勝静) (1862-1864, 1865-1868)
- Inoue Masanao (井上正直) (1862-1864)
- Mizuno Tadakiyo (水野忠精) (1862-1866)
- Sakai Tadashige (酒井忠績) (1863-1864)
- Arima Michizumi (有馬道純) (1863-1864)
- Makino Tadayuki (牧野忠恭) (1863-1865)
- Matsumae Takahiro (松前崇広) (1864-1865)
- Abe Masato (阿部正外) (1864-1865)
- Suwa Tadamasa (諏訪忠誠) (1864-1865)
- Inaba Masakuni (稲葉正邦) (1864-1865, 1866-1868)
- Matsudaira Munehide (松平宗秀) (1864-1866)
- Inoue Masanao (井上正直) (1865-1867)
- Matsudaira Yasuhide (松平康英) (1865-1868)
- Mizuno Tadanobu (水野忠誠) (1866)
- Matsudaira Norikata (松平乗謨) (1866-1868)
- Inaba Masami (稲葉正巳) (1866-1868)
- Matsudaira Sadaaki (松平定昭) (1867)
- Ōkōchi Masatada (大河内正質) (1867-1868)
- Sakai Tadatō (酒井忠惇) (1867-1868)
- Tachibana Taneyuki (立花種恭) (1868)

## Sources
- (en) Cet article est partiellement ou en totalité issu de l’article de Wikipédia en anglais intitulé « Rōjū » (voir la liste des auteurs).
  - La liste des rōjū est traduite depuis l'article japonais.
  - (en) George Bailey Sansom, A History of Japan: 1615-1867, Stanford, Stanford University Press, 1963  (ISBN 0-8047-0527-5 et 978-0-8047-0527-1).
  - (en) Timon Screech, Secret Memoirs of the Shoguns: Isaac Titsingh and Japan, 1779-1822, London, RoutledgeCurzon, 2006  (ISBN 0-7007-1720-X et 978-0-7007-1720-0).